# Фенин, Юрий Анатольевич
Юрий Анатольевич Фенин (укр. Юрій Анатолійович Фенін; род. 28 марта 1977, Белозёрка, Херсонская область) — украинский футболист, нападающий. Известный по выступлениям, в частности за «Таврию» (Симферополь) и «Левадию» (Таллин).

## Биография
Воспитанник симферопольской «Таврии». Самый молодой игрок в истории высшей лиги чемпионата Украины — 4 ноября 1992 года в составе «Таврии» вышел на поле против «Зари-МАЛС» в возрасте 15 лет 7 месяцев.
В конце 1990-х в составе клуба «Конструкторул» (Кишинёв) стал чемпионом Молдовы, а потом — чемпионом Эстонии в составе «Левадии» (Таллинн).
После завершения карьеры работает в Маарду (Эстония) начальником производства на химическом заводе, сохранил гражданство Украины.